# Viva Voz (programa de televisão)
Viva Voz com Sarah é um programa de entrevistas apresentado por Sarah Oliveira no GNT.

## Programa
No programa "Viva Voz", Sarah Oliveira revela perfis e histórias de convidados famosos. A cada semana, Sarah conversa com uma personalidade a partir das impressões que anônimos têm dela. A equipe do programa vai a lugares públicos - como lojas, feiras, restaurantes, bares, etc - para saber qual é a imagem que as pessoas têm dos artistas. E é com esses depoimentos que a apresentadora vai ao encontro do seu convidado.

## Curiosidades
O programa estreou a primeira temporada com o nome de Conexão Direta. A partir da segunda temporada, assume o título Viva Voz com Sarah.

## 1ª Temporada
Número de episódios: 07 / 
Horário: Quarta às 23h / 
Duração: 15 minutos /
- Barbara Paz - 5 de novembro de 2010
- Arnaldo Antunes - 13 de novembro de 2010
- Sabrina Sato - 19 de novembro de 2010
- Marina Lima - 26 de novembro de 2010
- Sandy - 3 de dezembro de 2010
- Dan Stulbach - 10 de dezembro de 2010
- Selton Mello - 17 de dezembro de 2010

## 2ª Temporada
Número de episódios: 26
Horário: Quarta às 23h
Duração: 15 minutos
- Wagner Moura - 22 de junho de 2011
- Serginho Groisman - 29 de junho de 2011
- Fernanda Young - 6 de julho de 2011
- Ney Latorraca - 13 de julho de 2011
- Angela Ro Ro - 20 de julho de 2011
- Lenine - 27 de julho de 2011
- Fafá de Belém - 3 de agosto de 2011
- Raí - 10 de agosto de 2011
- Marisa Orth - 17 de agosto de 2011
- Fábio Assunção - 24 de agosto de 2011
- Wanessa - 31 de agosto de 2011
- Marcelo Adnet - 7 de setembro de 2011
- Denise Fraga - 14 de setembro de 2011
- Ivete Sangalo - 21 de setembro de 2011
- Malvino Salvador - 28 de setembro de 2011
- Claudia Raia - 5 de outubro de 2011
- Marina Silva - 12 de outubro de 2011
- Zeca Camargo - 19 de outubro de 2011
- Pitty - 26 de outubro de 2011
- Carlinhos Brown - 2 de novembro de 2011
- Wanderléia - 9 de novembro de 2011
- José Simão - 16 de novembro de 2011
- Preta Gil - 23 de novembro de 2011
- Marília Gabriela - 30 de novembro de 2011
- Céu - 7 de dezembro de 2011
- Mariana Ximenes - 14 de dezembro de 2011

## 3ª Temporada - Verão
Número de episódios: 05
Horário: Quarta às 23h
Duração: 15 minutos
- Nando Reis - 1º/02/2012
- Lulu Santos - 9 de fevereiro de 2012
- Chitãozinho e Xororó - 15 de fevereiro de 2012
- Elba Ramalho - 22 de fevereiro de 2012
- Gilberto Gil - 29 de fevereiro de 2012

## 4ª Temporada
Número de episódios: 14
Horário: Sexta 21h30
Duração: 30 minutos
- Beatriz Segall - 4 de maio de 2012
- Lázaro Ramos - 11 de maio de 2012
- Bruno Mazzeo - 18 de maio de 2012
- Alice Braga - 25 de maio de 2012
- Regina Duarte - 1º/06/2012
- Cauby Peixoto - 8 de junho de 2012
- Marcelo Médici - 15 de junho de 2012
- Elza Soares - 22 de junho de 2012
- Paulo Vilhena - 29 de junho de 2012
- Silvio de Abreu - 6 de julho de 2012
- Gilberto Braga - 13 de julho de 2012
- Manoel Carlos - 20 de julho de 2012
- Maria Adelaide Amaral - 27 de julho de 2012
- Zélia Duncan - 3 de agosto de 2012

## 5ª Temporada
Número de episódios: 12
Horário: Sexta 21h30
Duração: 30 minutos
- Marcos Caruso - 12 de outubro de 2012
- Richarlyson - 19 de outubro de 2012
- Carolina Dieckmann - 26 de outubro de 2012
- Marieta Severo - 2 de novembro de 2012
- Alcione - 9 de novembro de 2012
- Deborah Secco - 16 de novembro de 2012
- Caio Blat - 23 de novembro de 2012
- Renata Sorrah - 30 de novembro de 2012
- Camila Pitanga - 7 de dezembro de 2012
- Matheus Nachtergaele - 14 de dezembro de 2012
- Ingrid Guimarães - 21 de dezembro de 2012
- Danilo Gentili - 28 de dezembro de 2012

## 6ª Temporada - Verão
Número de episódios: 05
Horário: Quarta 22h30
Duração: 30 minutos
- Gal Costa - 6 de fevereiro de 2013
- Paralamas do Sucesso - 13 de fevereiro de 2013
- Djavan - 20 de fevereiro de 2013
- Marcelo Camelo - 27 de fevereiro de 2013
- Erasmo Carlos - 6 de março de 2013